# 久米島紙幣
久米島紙幣是第二次世界大戰末期，1945年佔領了日本沖繩縣久米島的美軍設置的美軍久米島軍政府短暫發行並流通的援助物資交換券的俗稱。使用油印製作，由於大部分已被以焚燒方式銷燬，現僅存少數久米島紙幣。

## 發行過程
在美軍進攻沖繩島的沖繩島戰役時，久米島並未遭受美軍的攻擊，直到美軍順利佔領沖繩島後，才開始陸續進佔周圍的各島嶼，並與各島嶼上的日軍守備隊發生戰鬥。久米島上的日軍守備隊因為恐懼美軍的進攻，發生了久米島守備隊居民虐殺事件，也使得美軍未遭遇反抗順利佔領了久米島。
帶領久米島進攻部隊的美軍E·L·伍德·威爾遜少校在佔領全島後成立了久米島美軍政府並擔任軍政府首長。因為久米島上並未像沖繩島遭到嚴重破壞並由美軍無償提供沖繩島居民援助，而久米島軍政府本身並未準備日圓以及B型軍票，為了支付協助佔領美軍勞動居民的工資，由負責軍政府經濟事務的拉西塔上尉製作交換卷，印刷後並簽名後開始發行使用。

## 流通
從1945年8月1日起，交換券被當作工資發給島上居民，並於島上居民之間流通。交換券面額分5元、3元、1元、50錢、10錢共五種，9月23日原本負責經濟事務的拉西塔上尉調離原職，因此原本的交換券在回收後於10月1日重新以新上任的基拉上尉的簽名發行。此時取消了面額5元的交換券，據說新的交換券上也多了的漢字。

## 停止流通
10月26日，美軍撤出久米島，撤出前將交換券回收並以焚燒方式銷毀。現今除了沖繩縣立博物館內的收藏以外，僅剩15張久米島紙幣被收藏著。